# آلبرت ارس
آلبرت ارس (انگلیسی: Albert Evers؛ زادهٔ ۱۸۶۸) بازیکن فوتبال اهل بریتانیا است.
از باشگاه‌هایی که در آن بازی کرده‌است می‌توان به باشگاه فوتبال بیرمنگام سیتی اشاره کرد.